# Fukushima, Hokkaidō
Fukushima (福島町 Fukushima-chō) là thị trấn thuộc huyện Matsumae, phó tỉnh Oshima, Hokkaidō, Nhật Bản. Tính đến ngày 1 tháng 10 năm 2020, dân số ước tính thị trấn là 3.794 người và mật độ dân số là 20 người/km2. Tổng diện tích thị trấn là 187,3 km2.